# Matt Damon

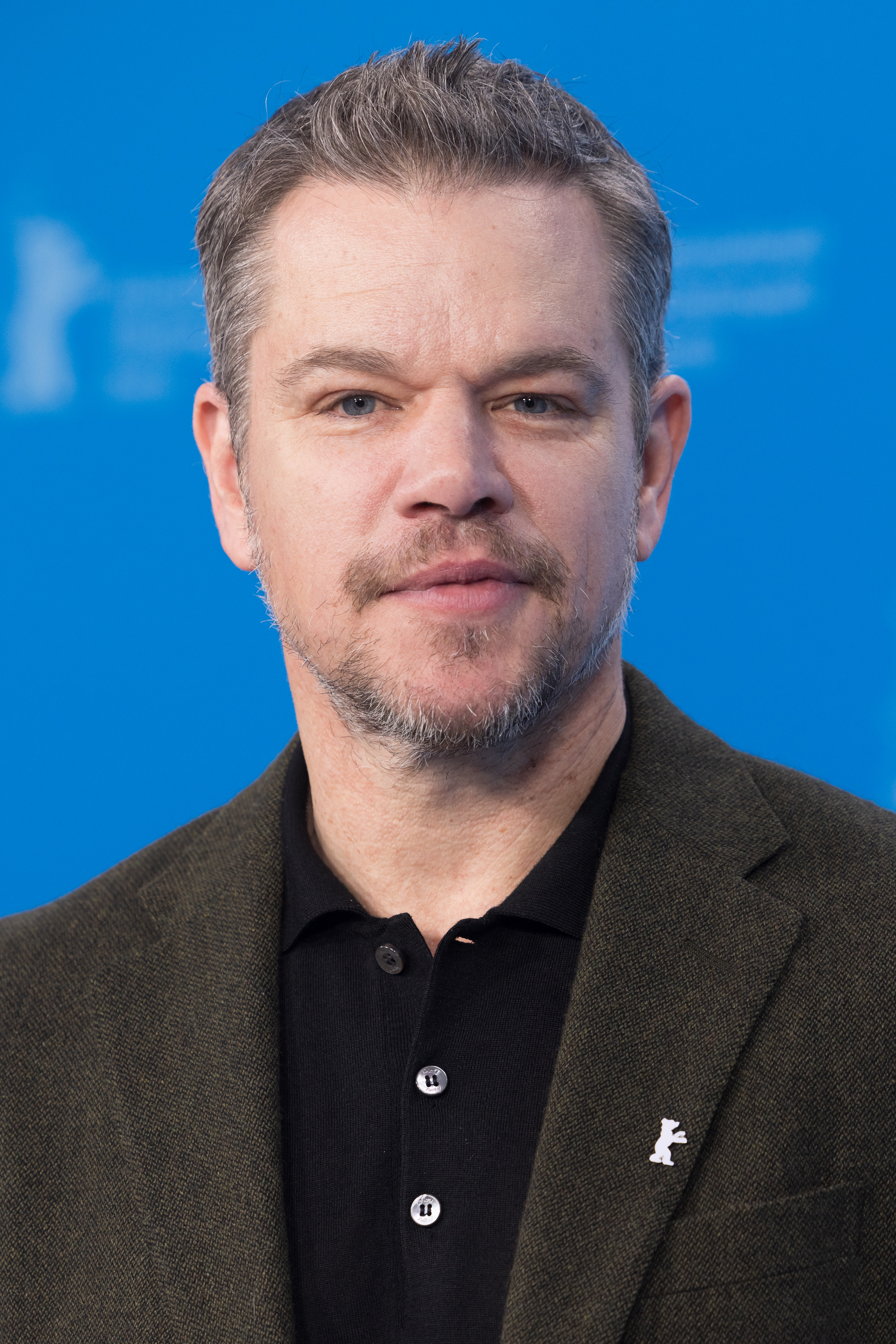
Matt Damon (2024)

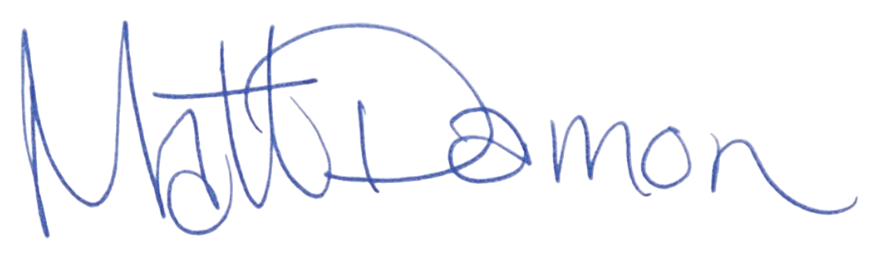

Matthew „Matt“ Paige Damon (* 8. Oktober 1970 in Cambridge, Massachusetts) ist ein US-amerikanischer Schauspieler sowie ein mit dem Oscar und dem Golden Globe ausgezeichneter Drehbuchautor. Er wurde mit den Filmen Good Will Hunting und Der Soldat James Ryan bekannt.

## Kindheit und Jugend
Matt Damon kam 1970 als Sohn von Nancy Carlsson Paige und deren Mann Kent Telfer Damon zur Welt. Er wuchs in wohlhabenden Verhältnissen in Newton und Cambridge auf. Seine Mutter war Professorin für Erziehungswissenschaften an der Lesley University in Boston, sein Vater Börsenmakler. Damon hat einen Bruder namens Kyle. Seine Familie hat Vorfahren aus England, Schottland, Schweden und Finnland. Damon ist ein entfernter Cousin der Schauspieler Casey und Ben Affleck. Er ging mit Ben Affleck auch auf dieselbe Schule. Nach der Scheidung seiner Eltern zog er im Alter von zwei Jahren mit seinem Bruder und seiner Mutter nach Cambridge. Damon lebte dort in der Nähe von Ben Affleck, der bis heute zu seinen engsten Freunden zählt und in vielen seiner Arbeiten mitwirkte. Der US-amerikanische Historiker Howard Zinn, dessen Biografiefilm You Can’t Be Neutral on a Moving Train und Hörbuch zum Geschichtslehrbuch A People’s History of the United States Damon arrangierte, wohnte ebenfalls in direkter Nachbarschaft.
Damon besuchte die Cambridge Rindge and Latin School, in der er immer wieder in verschiedenen Theatergruppen spielte, bevor er 1988 seinen Abschluss machte. Von 1988 bis 1992 besuchte Damon die Harvard University, an der er Anglistik studierte. Er machte jedoch nie einen Hochschulabschluss. Stattdessen widmete er sich weiter der Schauspielerei, wie dem Fernsehfilm Rising Son und dem Filmdrama Der Außenseiter. Während seiner Zeit in Harvard nahm Damon zwar nicht an der Theatergruppe teil, wirkte jedoch im Stück A... My Name is Alice in einer von drei Männerrollen mit, die normalerweise von Frauen gespielt werden. Als sich der Spielfilm Geronimo – Eine Legende als großer Erfolg ankündigte, brach Damon sein Studium ab und zog nach Los Angeles, um sich dort weiter als Schauspieler zu profilieren.

## Karriere als Schauspieler

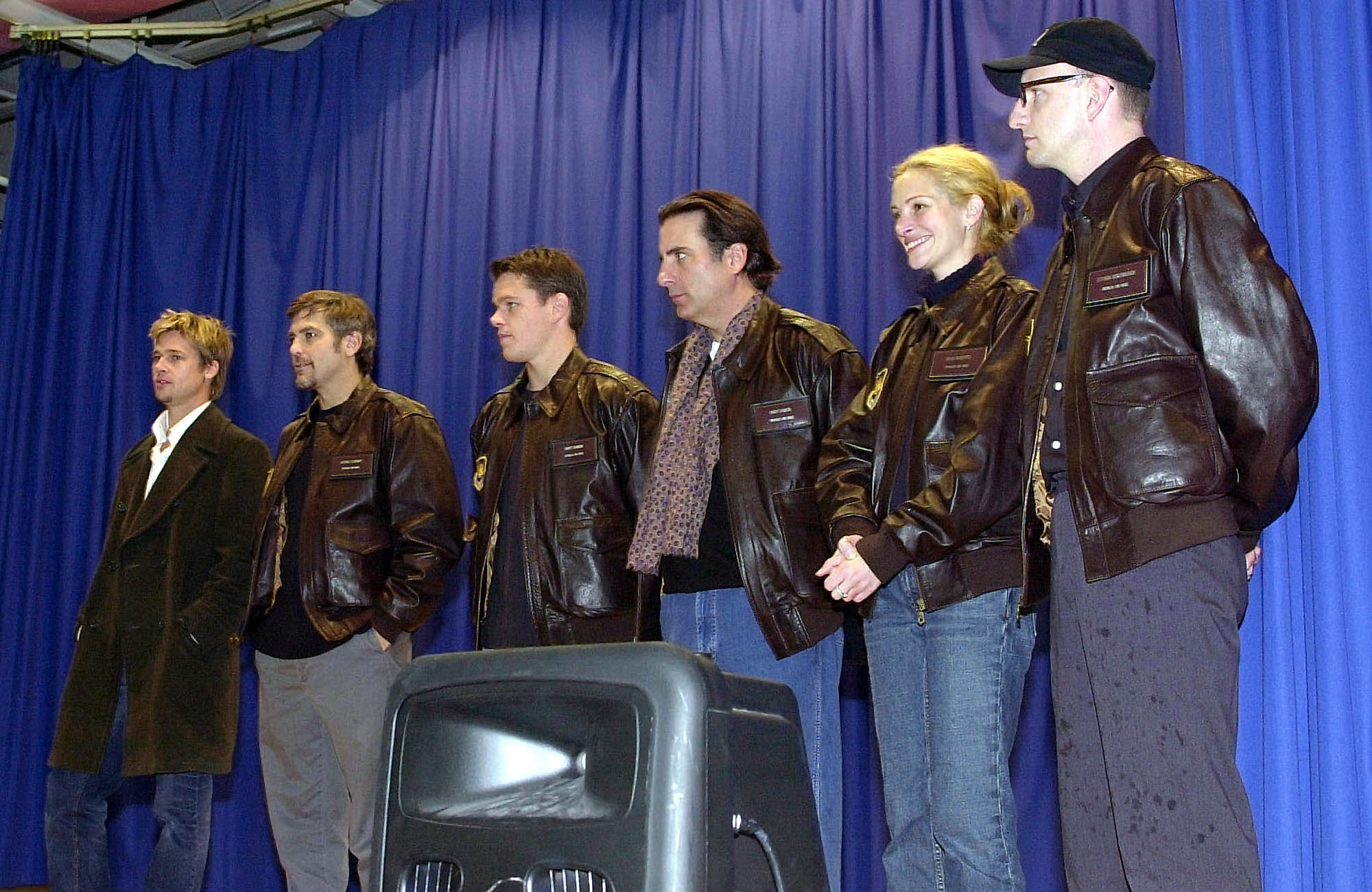
Brad Pitt, George Clooney, Matt Damon, Andy García und Julia Roberts, die Hauptdarsteller von Ocean’s Eleven, mit Regisseur Steven Soderbergh, Dezember 2001

In Los Angeles spielte er bald darauf in Geronimo neben Größen wie Gene Hackman und Robert Duvall. Seinen Durchbruch schaffte er mit dem Film Mut zur Wahrheit mit Denzel Washington und Meg Ryan, für den er 20 Kilogramm abnahm.
Auch sein Kindheitsfreund Ben Affleck hatte inzwischen den Sprung nach Hollywood geschafft. Gemeinsam schrieben sie das Drehbuch zu Good Will Hunting und versuchten lange Zeit vergeblich, es an ein Studio zu verkaufen. Sie schlugen hierfür einige lukrative Angebote aus, da die potentiellen Käufer nicht daran interessiert waren, sowohl Damon als auch Affleck mit Hauptrollen zu versehen. Erst nach Damons Hauptrolle in Francis Ford Coppolas Der Regenmacher fand sich mit Miramax ein Käufer für das Drehbuch, und das Studio sicherte sich 1997 die Rechte. In dem Film von Gus Van Sant spielte neben Affleck und Damon auch Robin Williams eine der Hauptrollen. Der Film wurde ein großer Erfolg und brachte den beiden Autoren u. a. einen Oscar und einen Golden Globe Award ein. Zusätzlich erhielt Damon eine Oscar-Nominierung für die beste Hauptrolle. 1998 hatte er mit Steven Spielbergs Anti-Kriegsfilm Der Soldat James Ryan einen weiteren großen Erfolg. 1999 stand er für Dogma von Kevin Smith erneut gemeinsam mit Ben Affleck vor der Kamera. Rückwirkend erklärte Affleck, dass sie beide, um ihre künstlerische Unabhängigkeit zu wahren, eine Zeit lang nicht zusammen an denselben Filmen mitwirkten. Mit The Last Duel erschien im Jahr 2021 wieder ein Film, an dem beide beteiligt waren.

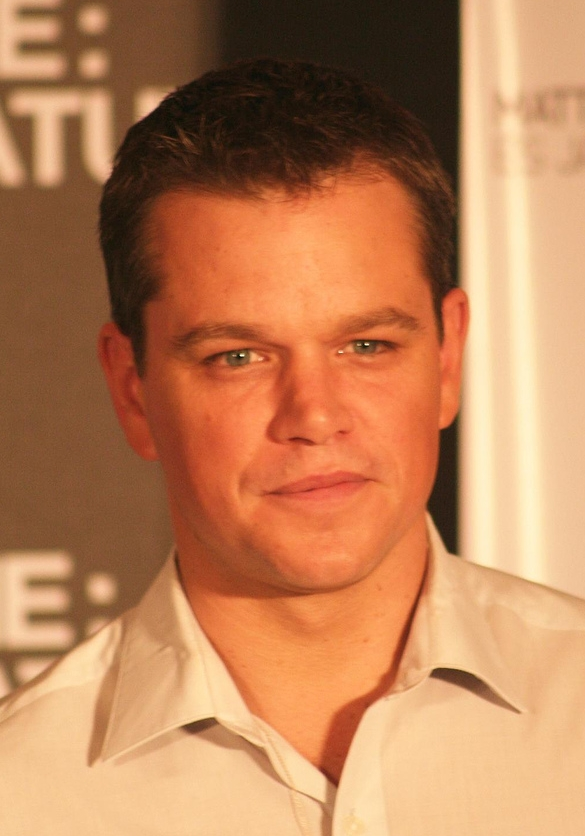
Matt Damon (2007)

Zu weiteren Erfolgen von Matt Damon gehörten 2001 die Gaunerkomödie Ocean’s Eleven (Fortsetzungen waren 2004 Ocean’s 12 und 2007 Ocean’s 13) und 2002 der Thriller Die Bourne Identität mit Franka Potente (Fortsetzungen waren 2004 Die Bourne Verschwörung sowie 2007 Das Bourne Ultimatum und 2016 Jason Bourne). Außerdem spielte Damon 2006 in Martin Scorseses Thriller Departed – Unter Feinden neben Leonardo DiCaprio und Jack Nicholson eine der Hauptrollen. Der Film wurde 2007 mit vier Oscars ausgezeichnet, u. a. für den besten Film des Jahres 2006. Am 25. Juli 2007 wurde Matt Damon mit dem 2343. Stern auf dem Hollywood Walk of Fame (bei 6801 Hollywood Blvd.) ausgezeichnet. Damon wurde am 15. November 2007 vom Magazin „People“ zum „Sexiest Man Alive 2007“ gekürt. Für den Film Inside Job von Charles H. Ferguson, eine mit dem Oscar ausgezeichnete Dokumentation über die Finanzkrise ab 2007, übernahm Damon die zentrale Sprecherrolle, die durch den gesamten Film führt.
Im Jahr 2011 spielte er die Hauptrolle im Film Der Plan. Für die weibliche Hauptrolle der Ballerina Elise war ursprünglich seine Stiefschwester Sarah Bradford im Gespräch. Diese lehnte aber sofort ab, als sie erfuhr, dass ihre Rolle eine Sexszene mit Damon vorsah. Stattdessen übernahm sie in Der Plan die Rolle der Laura, der Freundin von Elise.

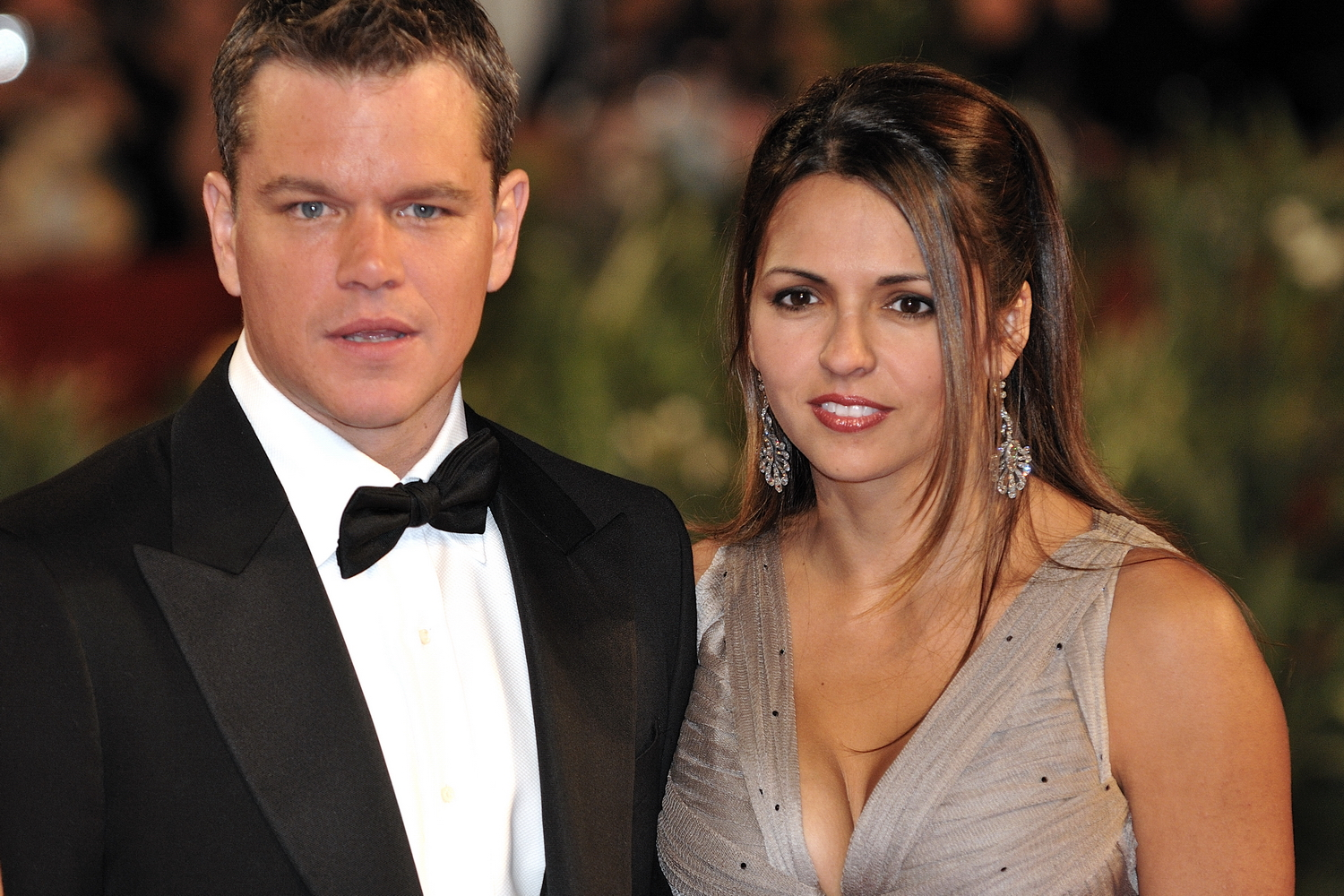
Matt Damon und seine Frau Luciana Barroso während der Internationalen Filmfestspiele von Venedig, 2009

## Privatleben
Am 9. Dezember 2005 heiratete er Luciana Barroso, die er 2003 beim Dreh zu Unzertrennlich kennengelernt hatte. Zusammen haben sie drei Töchter. Barroso brachte außerdem eine Tochter mit in die Ehe. Er wohnt in der Lafayette Street in New York.

## Filmografie (Auswahl)

### Schauspieler
- 1988: Pizza Pizza – Ein Stück vom Himmel (Mystic Pizza)
- 1989: Feld der Träume (Field of Dreams)
- 1990: Aufbruch der Söhne (Rising Son)
- 1991: Auf die harte Tour (The Hard Way)
- 1992: Der Außenseiter (School Ties)
- 1993: Geronimo – Eine Legende (Geronimo: An American Legend)
- 1995: Glory Daze
- 1996: Mut zur Wahrheit (Courage Under Fire)
- 1997: Chasing Amy
- 1997: Der Regenmacher (The Rainmaker)
- 1997: Good Will Hunting
- 1998: Der Soldat James Ryan (Saving Private Ryan)
- 1998: Rounders
- 1999: Dogma
- 1999: Der talentierte Mr. Ripley (The Talented Mr. Ripley)
- 2000: Titan A.E. (Stimme)
- 2000: Forrester – Gefunden! (Finding Forrester)
- 2000: Die Legende von Bagger Vance (The Legend of Bagger Vance)
- 2000: All die schönen Pferde (All the Pretty Horses)
- 2001: Jay und Silent Bob schlagen zurück (Jay and Silent Bob Strike Back)
- 2001: Ocean’s Eleven
- 2002: Will & Grace (Fernsehserie, Episode 4x16: A Chorus Lie)
- 2002: Hilfe, ich habe ein Date! (The Third Wheel)
- 2002: Gerry
- 2002: Die Bourne Identität (The Bourne Identity)
- 2002: Geständnisse – Confessions of a Dangerous Mind (Confessions of a Dangerous Mind)
- 2002: Spirit – Der wilde Mustang (Spirit – Stallion of the Cimarron, Stimme)
- 2003: Unzertrennlich (Stuck on You)
- 2004: Eurotrip (EuroTrip)
- 2004: Die Bourne Verschwörung (The Bourne Supremacy)
- 2004: Ocean’s 12 (Ocean’s Twelve)
- 2004: Jersey Girl
- 2005: Brothers Grimm (The Brothers Grimm)
- 2005: Syriana
- 2006: Departed – Unter Feinden (The Departed)
- 2006: Der gute Hirte (The Good Shepherd)
- 2007: Das Bourne Ultimatum (The Bourne Ultimatum)
- 2007: Ocean’s 13 (Ocean’s Thirteen)
- 2007: Jugend ohne Jugend (Youth Without Youth)
- 2008: Che – Guerrilla (Che – Part Two: Guerrilla)
- 2009: Der Informant! (The Informant!)
- 2009: Entourage (Fernsehserie, eine Folge)
- 2009: Invictus – Unbezwungen (Invictus)
- 2010: Inside Job (Stimme)
- 2010: Green Zone
- 2010: Hereafter – Das Leben danach (Hereafter)
- 2010: True Grit
- 2010–2011: 30 Rock (Fernsehserie, vier Folgen)
- 2011: Margaret
- 2011: Happy Feet 2 (Stimme)
- 2011: Contagion
- 2011: Der Plan (The Adjustment Bureau)
- 2011: Wir kaufen einen Zoo (We Bought a Zoo)
- 2012: Promised Land
- 2013: House of Lies (Fernsehserie, Episode 2x04)
- 2013: Liberace – Zu viel des Guten ist wundervoll (Behind the Candelabra)
- 2013:  Elysium
- 2013: The Zero Theorem
- 2014: Monuments Men – Ungewöhnliche Helden (The Monuments Men)
- 2014: Interstellar
- 2015: Der Marsianer – Rettet Mark Watney (The Martian)
- 2016: Jason Bourne
- 2016: The Great Wall
- 2017: Downsizing
- 2017: Suburbicon
- 2017: Thor: Tag der Entscheidung (Thor: Ragnarok)
- 2018: Deadpool 2
- 2018: Unsane – Ausgeliefert (Unsane)
- 2019: Le Mans 66 – Gegen jede Chance (Ford v. Ferrari)
- 2019: Jay and Silent Bob Reboot
- 2021: No Sudden Move
- 2021: Stillwater – Gegen jeden Verdacht (Stillwater)
- 2021: The Last Duel
- 2022: Thor: Love and Thunder
- 2023: Air: Der große Wurf (Air)
- 2023: Oppenheimer
- 2024: Drive-Away Dolls
- 2024: IF: Imaginäre Freunde (IF, Stimme)
- 2024: The Instigators

### Drehbuchautor
- 1997: Good Will Hunting
- 2002: Gerry
- 2012: Promised Land
- 2021: The Last Duel

### Produzent
- 2002: Stolen Summer – Der letzte Sommer (Stolen Summer)
- 2012: Promised Land
- 2016: Jason Bourne
- 2016: Manchester by the Sea
- 2021: The Last Duel
- 2023: Kiss the Future (Dokumentarfilm)
- 2023: Air: Der große Wurf (Air)
- 2024: Small Things Like These
- 2024: The Instigators

## Auszeichnungen
- Oscar

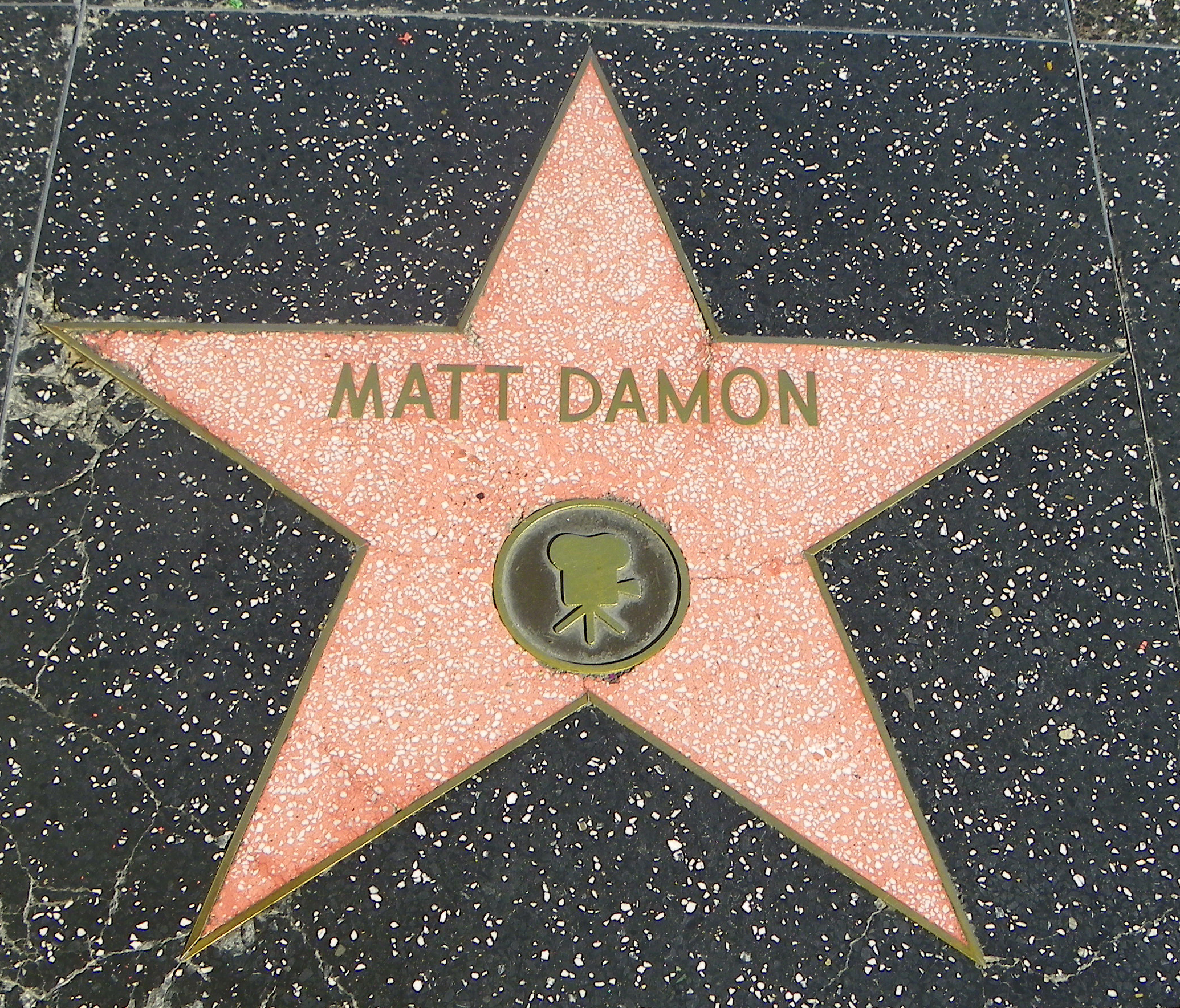
Stern auf dem Hollywood Walk of Fame

  - 1998: Auszeichnung für das Beste Originaldrehbuch (Good Will Hunting mit Ben Affleck)
  - 1998: Nominierung als Bester Hauptdarsteller (Good Will Hunting)
  - 2010: Nominierung als Bester Nebendarsteller (Invictus – Unbezwungen)
  - 2016: Nominierung als Bester Hauptdarsteller (Der Marsianer – Rettet Mark Watney)
  - 2017: Nominierung für den Besten Film (Manchester by the Sea mit Chris Moore, Lauren Beck, Kimberly Steward & Kevin J. Walsh)

- Golden Globe Award
  - 1998: Auszeichnung für das Beste Drehbuch (Good Will Hunting mit Ben Affleck)
  - 1998: Nominierung als Bester Hauptdarsteller – Drama (Good Will Hunting)
  - 2000: Nominierung als Bester Hauptdarsteller – Drama (Der talentierte Mr. Ripley)
  - 2010: Nominierung als Bester Nebendarsteller (Invictus – Unbezwungen)
  - 2010: Nominierung als Bester Hauptdarsteller – Komödie/Musical (Der Informant!)
  - 2014: Nominierung als Bester Hauptdarsteller – Mini-Serie/Fernsehfilm (Liberace – Zu viel des Guten ist wundervoll)
  - 2016: Auszeichnung als Bester Hauptdarsteller – Komödie/Musical (Der Marsianer – Rettet Mark Watney)
  - 2017: Nominierung für das Beste Filmdrama (Manchester by the Sea mit Chris Moore, Lauren Beck, Kimberly Steward & Kevin J. Walsh)

- Sonstige
  - 1998: Silberner Bär auf der Berlinale 1998 (Good Will Hunting)
  - 2005: Empire Award als Bester Darsteller (Die Bourne Verschwörung)
  - 2007: Sexiest Man Alive
  - 2007: Stern auf dem Hollywood Walk of Fame